# The Sims 4
The Sims 4 videoigra je, simulacija života, iz 2014. godine koju je razvio studio Maxis, a izdala Electronic Arts. To je četvrti glavni naslov u seriji The Sims, a izvorno je najavljen 6. svibnja 2013. Izdan je u Sjevernoj Americi 2. rujna 2014. za Microsoft Windows. Kasnije je izdana na druge platforme. The Sims 4 prva je PC igra na vrhu ljestvica svih formata u dvije uzastopne godine. Igra je od izlaska dobila mješovite kritike, s većinom kritika usmjerenih na njen nedostatak sadržaja.
Objavljeno je sedamnaest paketa za proširenje. Za ovu generaciju objavljeno je i dvadeset "paketa stvari" i dvanaest "paketa gameplaya", kao i besplatna ažuriranja koja uključuju velike promjene poput dodavanja životna faza mališana. 
Od 18. listopada igra je dostupna besplatno kroz model distribucije free to play, a EA zarađuje kroz kupovinu raznih paketa sadržaja za preuzimanje (DLC) koji se plaćaju.

## Igra
The Sims 4 igra je simulacije života, slična svojim prethodnicima. Igrači stvaraju lika pod imenom Sim i kontroliraju njegov život kako bi istražili različite osobnosti koje mijenjaju način igre. Simsi mogu obavljati više zadataka, a njihova raspoloženja mijenjaju način igranja utječući na emocionalno stanje Simsa, uvodeći nove mogućnosti interakcije.
Jedan od najrasprostranjenijih izazova koju su izmislili igrači igre, "Simmeri", je Legacy Challenge, u kojem igrači stvaraju jednog Sima i pokušavaju učiniti da njegova obiteljska linija traje deset generacija.

### Create a Sim
Jedna od glavnih promjena u stvaranju Sima je da su klizači zamijenjeni izravnom manipulacijom mišem. Klikom i povlačenjem miša igrači mogu izravno manipulirati crtama lica Sima. Igrači mogu izravno manipulirati bilo kojim dijelom tijela, uključujući trbuh, prsa, noge, ruke i stopala. U prethodnim Sims igrama na Simovom tijelu može se manipulirati samo kondicijom i ugojenosti; međutim, razina kondicije i masnoće i dalje se može prilagoditi u The Sims 4 pomoću klizača kao u prethodnim igrama. Osnovna igra dolazi s preko 190 frizura i za muške i ženske Simse. Postoji do 18 opcija boje kose po frizuri. Dostupni su odabiri gotovih dizajna Simsa, koji se razlikuju u obliku tijela i nacionalnosti. 
Dostupno je osam životnih faza, uključujući novorođenče, beba, malo dijete, dijete, tinejdžer, mlada odrasla osoba, odrasla osoba i starija osoba. Faza života bebe dostupna je samo rođenjem Sima, a nije dostupna u programu Stvaranje Sima. Bebe u početku nisu bile prisutne u originalnom izdanju igre, ali su dodani kasnije u ažuriranju u siječnja 2017.
Svaki Sim ima tri osobine ličnosti i težnju koja sadrži svoje skrivene osobine dok je u The Sims 3 svaki Sim imao pet osobina ličnosti.
U usporedbi s prethodnim Sims igrama gdje su svakodnevne, svečane odjeće, odjeća za spavanje, sportska odjeća, odjeće za zabave i kupaće kostime bile ograničene na mogućnost vlastite odjeće, sve odjeće dostupne su u svim odjećama, a igračima je dozvoljeno do 5 odjeće po kategoriji. Postoji ploča s filtrom na kojoj se opcije odjeće mogu sortirati prema boji, materijalu, kategoriji odjeće, modnom odabiru, stilu, sadržaju i paketima.
U ažuriranju iz ljeta 2016. u igri su proširene rodne mogućnosti, omogućujući bilo koji rodni izraz. Ovim ažuriranjem stil kose i preferncija odjeće se može poništiti te bilo koji Sim bilo kojeg spola može nositi žensku i mušku odjeću / stil kose. Također, trudnoća se može postići bez obzira na spol.

### Načini izrade / kupnje(Build / Buy Mode)
U The Sims 4 kombinirani su načini izrade i kupnje koji se tretiraju kao jedna značajka.
Uključen je detaljan sustav gradnje i kupnje, zajedno s četvrtima i uređenjem okoliša. Neke stavke zaključanog načina kupnje mogu se otključati napredovanjem kroz karijere. Cijele zgrade i sobe mogu se premjestiti po parceli. Također postoji i opcija detaljnog pretraživanja. Postoje unaprijed izrađene sobe koje se mogu smjestiti na parcelu te njima upravljati. Visine zida se mogu podešavati. Postoji značajka alata za bazen s trokutastim, kvadratnim i osmerokutnim alatima za bazene. Postoje varalice s načinom gradnje, poput "motherlode", što igraču omogućuje automatsko stjecanje §50 000 (Simoleona) dodanog Simovom kućanstvu. U načinu kupnje igrač može kupiti i odložiti nove predmete, poput uređaja, elektronike, namještaja i vozila. Način kupovine uglavnom se fokusira na pružanje predmeta koji su korisni ili potrebni za sims, omogućavajući im da grade vještine, pružaju neku vrstu uslužnosti ili čisto djeluju kao ukras kuće. Opisi mnogih predmeta dostupnih za kupnju u igri uključuju humor, sarkazam, uvrede prema igraču i duhovitost, a služi kao komično olakšanje u igri.
Načini izrade i kupnje dobili su vlastiti preobražaj. Načini održavaju sustav za izgradnju mreže iz prethodne igre, međutim, ova je mreža sada fleksibilnija, što omogućuje polaganje predmeta na sredinu pločica ili bez ikakve pomoći mreže. Način nacrta dodan je u daljnjim proširenjima, gdje su na raspolaganju unaprijed dizajnirane sobe za postavljanje onakve kakve jesu. Alat Stvori stil također se može primijeniti za redizajn svakog pojedinog komada namještaja ili zgrade, mijenjajući bilo koju boju, materijal ili uzorak dizajna. 

### Galerija
The Sims 4 uključuje društvene značajke, poput uvoza Simsa, lotova i soba koje su drugi igrači napravili iz Galerije. Igrači mogu objaviti svoje kreacije u Galeriji kako bi ih drugi igrači mogli odmah preuzeti u svoju igru.
9. siječnja 2015. EA je objavio verziju Galerije za iOS i Android uređaje. 

### Svjetovi
The Sims 4 izvorno je isporučen s dva svijeta: Willow Creek i Oasis Springs. Oba svijeta sadrže pet kvartova i ukupno 21 parcela. Izdanjem The Sims 4: Outdoor Retreat i The Sims 4: Jungle Adventure, svjetovi Granite Falls i Selvadorada, postali su dostupni za posjet na odmorima na otvorenom. Newcrest je postao dostupan s besplatnim ažuriranjem, imajući tri četvrti s pet praznih parcela u svakom susjedstvu, za ukupno 15 lotova. Svijet Magnolia Promenade izdan je s paketom proširenja The Sims 4: Get to Work, a Windenburg je predstavljen u paketu proširenja The Sims 4: Get Together. Paket proširenja The Sims 4: City Living, objavljen u studenom 2016., predstavio je novi grad San Myshuno. Game pack The Sims 4: Vampires dodao je kvart Fotgotten Hollow. U studenom 2017. primorski grad Brindleton Bay dodan je u paket za proširenje The Sims 4: Cats and Dogs. U studenom 2018. gradu Del Sol Valley dodan je paket proširenja The Sims 4: Get Famous. U veljači 2019. pustinjski grad Strangerville dodan je izdavanjem paketa za igru The Sims 4: Strangerville. U lipnju 2019., paket proširenja The Sims 4: Island Living predstavio je novi svijet sa sjedištem na tropskim otocima, Sulani. U rujnu 2019. svijet Glimmerbrook i njegov pandan čarobnom carstvu (kojem se pristupa putem portala) uključeni su u izdanje paketa igara The Sims 4: Realm of Magic. U studenom 2019. godine, fakultetski grad Britechester objavljen je s paketom proširenja The Sims 4: Discover University. U lipnju 2020. godine industrijski svijet Evergreen Harbor uključen je u paket proširenja The Sims 4: Eco Lifestyle. Posjetljivi svijet Batuu, zasnovan u potpunosti na franšizi Ratovi zvijezda i gdje su Sims mogli odmarati na neodređeno vrijeme, predstavljen je u paketu igara The Sims 4: Star Wars: Journey to Batuu u rujnu 2020. godine. U studenom 2020. godine, grad Mt. Komorebi objavljen je u paketu proširenja The Sims 4: Snowy Escape. Selo Henford-on-Bagley dodano je u igru u srpnju 2021. godine kao dio paketa proširenja The Sims 4: Cottage Living. U veljači 2022. godine, predstavljen je svijet Tartosa u paketu igara The Sims 4: My Wedding Stories. U lipnju 2022. godine, svijet Moonwood Mill je predstavljen u paketu igara The Sims 4: Werewolves. Svijet Copperdale dodan je u srpnju 2022. godine, kao dio paketa proširenja The Sims 4: High School Years. U ožujku 2023., dodan je svijet San Sequoia uz paket proširenja The Sims 4: Growing Together. Uz paket proširenja The Sims 4: Horse Ranch, dodan je svijet Chestnut Ridge. U prosincu 2023., svijet Tomarang predstavljen je u paketu proširenja The Sims 4: For Rent. Svijet Ciudad Enamorada dodan je u srpnju 2024. uz paket proširenja The Sims 4: Lovestruck. U listopadu 2024., dodan je svijet Ravenwood kao dio paketa proširenja The Sims 4: Life and Death.

## Razvoj
The Sims 4 igra je za jednog igrača i za igranje joj nije potrebna stalna internetska veza. Igračima je potreban početni račun i pristup internetu tijekom početnog postupka instalacije za aktivaciju igre. Ilan Eshkeri služi kao skladatelj orkestralnog zvučnog zapisa igre, koji je snimljen u Abbey Road Studios, a izveo ga je London Metropolitan Orchestra.
Dana 25. travnja 2013. nekoliko je snimaka zaslona alpha verzije igre procurilo na mrežu. Dana 3. svibnja 2013. Electronic Arts poslao je e-mail na nekoliko fan-mjesta navodeći da će 6. svibnja 2013. biti velika najava za koju su mnogi pretpostavljali da će biti The Sims 4 te je 20. kolovoza 2013. The Sims 4 predstavljen demoigrom i trailerom na Gamescomu. Dodatni snimci i datum izlaska objavljeni su na Electronic Entertainment Expo (E3) 9. lipnja 2014. Gameplay je predstavljen tijekom Gamescom 2013. Otkrivene značajke usredotočene na poboljšani Create-a-Sim s potpuno novom značajkom klikni i povuci, izostavljajući upotrebu klizača i dodavanje emocija za Simse. Maxis je izjavio da će igra bolje funkcionirati na nižim računalima od The Sims 3, koji je mučio probleme s izvedbom.
Sumnjalo se da je The Sims 4 trebao biti objavljen početkom 2014., no kasnije je otkriveno da će biti objavljen 2. rujna 2014. 14. svibnja 2014. producent Ryan Vaughan predstavio je još jedan trailer za Create-a-Sim na YouTube kanalu The Sims. Igrica je objvaljena 2. rujna u Sjevernoj Americi i 4. rujna u Europskoj uniji, Australiji i Brazilu.
Do sredine 2017. nije bilo planova za izdanje konzole; verzije igre za PlayStation 4 i Xbox One potvrđene su za objavljivanje 17. studenog 2017. U lipnju 2018. objavljeno je da će The Sims 4 nastaviti proizvoditi novi sadržaj do 2021.

### Polemika
Ranije u razvojnom procesu, intervju s producentom putem web stranice obožavatelja otkrio je Create-a-Style, značajku prilagodbe uvedenu u prethodnoj igri The Sims, koja neće biti dodana u The Sims 4 umjesto ostalih značajki. Programeri su putem niza tweetova najavili da će se igra isporučivati s "uklonjenom" verzijom napredovanja priče (mehanikom igranja koja kontrolira autonomiju susjedstva), te da neće biti istaknuti podrumi, trgovine s prehrambenim proizvodima te škole i radna mjesta. u igri. Iako bi karijere i škole i dalje bili predstavljeni, oni bi bili predstavljeni drugačije od The Sims 3, sličnije načinu na koji su predstavljeni u The Sims 2.
Ove su najave izazvale kritiku kod mnogih obožavatelja koji su nagađali da su programeri ili matična tvrtka izuzeće vjerojatno osnovnih značajki trebali izostaviti za kasnije plaćeni sadržaj ili radi hitrih rokova. Neki su obožavatelji pokrenuli peticiju za vraćanje značajki za početno izdanje, čak i ako bi datum izlaska trebao biti pomaknut unatrag.
Maxis je tvrdio da u novu igru nije bilo moguće uključiti sve značajke koje su s vremenom dodavane u šest godina The Sims 3 je bio u razvoju i da bi se uvijek mogle dodati naknadno, iako nisu točno potvrdile kako bi se to učinilo ili bi bilo besplatno ili uz cijenu. [60] Neki su nagađali da će mnoge nove značajke biti objavljene putem plaćenih paketa proširenja, ali drugi su nagađali da će neki od „osnovnih, temeljnih” sadržaja (tj. Bazeni, mališani) biti objavljeni kao besplatna ažuriranja zakrpa, slično onome kako su neke nove značajke zakrpane besplatno u The Sims 3, poput podruma.
Upitani zašto su neke značajke, poput automata za kolače, implementirane u ono što su mnogi smatrali ključnim igranjem, producent Maxis i The Sims, Graham Nardone, žrtvu su pripisali vremenskim ograničenjima, radnom opterećenju i distribuciji programera (i komparativnom nedostatku dostupnih programeri u neka područja proizvodnje u druga područja), kao i čimbenici rizika.
Maxis i The Sims, producentica Rachel Rubin Franklin, kasnije su u službenom postu na blogu objasnili zabrinutost obožavatelja i objasnili problem usredotočenosti programera na nove tehnologije osnovnih pokretačkih igara The Sims 4 te da su žrtve koje je tim morao podnijeti bile "tvrda tableta za progutati". Franklin je naveo nove značajke poput Sim emocija, napredne Sim animacije, interakcije i ponašanja, kao i nove alate Create-a-Sim i build mode kao veliki dio razloga koji je usredotočio pažnju na značajke poput bazena i mališana životna faza.
1. listopada 2014. Maxis je potvrdio da će jedna od njegovih nedostajućih značajki (bazeni), zajedno s ostalim novim ažuriranjima i značajkama, biti besplatno dodana u igru u studenom, a to se dogodilo u obliku zakrpe za igru. Ostale značajke poput podruma kasnije su dodane u narednim zakrpama, a faza života koja nedostaje "mališana" na kraju je besplatno dodana u zakrpu objavljenu 12. siječnja 2017.
Od originalnog datuma izlaska igre, igrači su se žalili na nedostatak realističnih tonova kože za igru, posebno u vezi s tamnije puti Sims. Jedan igrač po imenu xMiraMira, koji je bio vrlo kritičan prema tom pitanju, odlučio je stvoriti prilagođeni paket tonova kože, nazvan Melanin Pack, kako bi pružio realističniji prikaz tonova kože. Nakon Mirainog pojavljivanja u reality TV seriji The Sims Spark'd, koja se emitirala od srpnja do kolovoza 2020. na TBS-u, njezino je pakiranje i nedostatak realističnih tonova kože u igri privukli značajnu medijsku pozornost. Nakon toga, Lyndsay Pearson, izvršni producent i generalni direktor igre, objavio je video na Twitteru 12. kolovoza 2020., navodeći da će razvojni tim popraviti vizualne artefakte trenutnih tonova kože i unijeti nove tonove kože u igru u jeseni, kao i priznanje da će se po ovom pitanju još raditi.
Polemika je također izbila tijekom najave The Sims 4: Star Wars: Journey to Batuu paketa igre 27. kolovoza 2020. Mnogi su igrači primili paket negativno, osjećajući da je potkopao mnoge značajke za koje smatraju da još uvijek nedostaju u igri, uključujući automobile, krevete na kat i spiralnim stubištima, te zaprijetili bojkotom prodaje čopora. Neki su igrači istaknuli da je ovo izdanje paketa igara bilo dio EA-inog plana igre za 2020. godinu tijekom pandemije COVID-19 i da je EA na tome radio mjesecima, a neki su izjavili da je to ugovorna obveza s obzirom na EA-ovo vlasništvo nad Starom. Franšiza videoigara Wars. Pearson se kritizirao u nizu tweetova 1. rujna, preuzimajući odgovornost za odobravanje paketa Ratova zvijezda. Također je izjavila da je razvojni tim istodobno nastavio raditi na različitim projektima za igru i uvjeravala igrače da ne zanemaruju njihove povratne informacije. Pearson je nadalje ponovio te osjećaje u postu na blogu na službenoj web stranici The Sims 3. rujna, rekavši da je razvojni tim pažljivo razmatrao kako i kada razviti i implementirati nedostajuće značajke i tonove kože u igru, te vijesti o predstojećem desetom proširenju. paket na kojem su radili od 2019. godine uskoro će biti objavljen. U rujnu razvojni tim izjavio je u postu u blogu na web mjestu The Sims da će se postupno uvoditi ažuriranja postojećih tonova kože, počevši od 6. listopada za naprednije sustave i da će barem 100 novih tonova kože biti hladnih, neutralni i topli tonovi s naglaskom na tamnije tonove kože, kao i klizači za podešavanje svjetline tonova kože i neprozirnosti make-upa, bit će predstavljeni u prosincu.

## Dodaci

### Expansion packs
| Kod  | Ime DLC-a           | Datum izlaska                                                      | Opis |
| ---- | ------------------- | ------------------------------------------------------------------ | --- |
| EP01 | Get to Work         | PC: 31. ožujka 2015. 2. travnja 2015. Konzole 20. ožujka 2018.     | Prvo proširenje dodaje tri nove aktivne karijere: liječnik, detektiv i znanstvenik. Na posao također pruža priliku za izgradnju maloprodajne trgovine i pokretanje posla. Paket za proširenje također dodaje novo susjedstvo pod nazivom Šetalište magnolije i planet Sixam, svijet tuđinskog doma, kao i vanzemaljske Simse koji se mogu igrati. Također dodaje dvije nove vještine (pekar i fotografija), nove predmete i odjeću. |
| EP02 | Get Together        | PC: 8. prosinca 2015. 10. prosinca 2015. Konzole 11. rujna 2018.   | Get Together drugi je paket proširenja za The Sims 4, koji je najavljen 5. kolovoza 2015. na Gamescom. Glavna nova značajka ovog paketa proširenja su Klubovi. Igrač može stvoriti i pridružiti se klubovima s različitim interesima, osobnostima i stilovima gdje igrač može postaviti pravila, definirati svoj izgled i prilagoditi svoja druženja. Nadalje, tu su i potpuno nove aktivnosti kao što su mali nogomet, pikado, Ne budi lamu i arkadni stroj. Tu su i sve nove DJ i plesne vještine. Ovaj paket za proširenje sadrži novi svijet nazvan "Windenburg", sa slikovitim četvrtima i slikovitim znamenitostima, uključujući rasprostranjeni labirint živice na imanju Von Haunt, primamljive bazene uz blefove i tajanstvene drevne ruševine. Ostale nove značajke uključuju: emocionalne tekstove, prirodne boje bazena, novu hranu i piće, barista i DJ NPC-e, te nove ormare WooHoo i Bush WooHoo. |
| EP03 | City Living         | PC: 1. studenog 2016. 3. studenog 2016. Konzole 14. studenog 2017. | Treći paket proširenja sadrži novi grad nazvan "San Myshuno" s četiri jedinstvene četvrti. City Living uvodi nove karijere koje odražavaju naše vrijeme, uključujući političku karijeru koja se vraća i dva nova potpuno nova polja koja nikad nisu viđena u franšizi: društvene mreže i kritičari. Paket proširenja usredotočen je na gradski život i ponovno uvodi stanove u grad, od popravljača do penthousea. Mnogo je novih serija i aktivnosti koje Sim može istražiti poput Tržnice začina, Karaoke bara, Geek Con-a s natjecanjima za videoigre, Spice festivala s natjecanjima u jedenju curry-a i Romantičnog festivala za Sims-e željne ljubavi. Apartmani će sadržavati obilježja parcela koja se mogu dodijeliti bilo kojoj parceli. Nove osobine lota dostupne su putem zakrpe igračima koji ne kupe proširenje.                                                                                  |
| EP04 | Cats & Dogs         | PC: 10. studenog 2017. Konzole 31. srpnja 2018.                    | Četvrti paket za proširenje uvodi stvaranje kućnih ljubimaca poput mačaka, pasa i predmeta koji se udovoljavaju Simsovim krznenim prijateljima (slično kao The Sims 2: Pets , The Sims 3: Pets i The Sims: Unleashed ). To također omogućava igračima da nastave veterinarsku karijeru i stvore vlastitu veterinarsku praksu. Također, paket dodaje novi svijet "Brindleton Bay". |
| EP05 | Seasons             | PC: 22. lipnja 2018. Konzole 13. studenog 2018.                    | Peti paket za proširenje uvodi nove vremenske i sezonske sustave slične sustavima koji se nalaze u The Sims 2: Seasons i The Sims 3: Seasons , koji Simsima omogućuju doživljaj zimi, proljeću, ljetu i jeseni. Paket također predstavlja novu odjeću, kao i novu karijeru, Botaničar. |
| EP06 | Get Famous          | PC: 16. studenog 2018. Konzole 12. veljače 2019.                   | Šesto proširenje omogućuje Simsu da postane poznat (slično kao "The Sims: Superstar") dodavanjem glumačke aktivne karijere ili utjecaja na društvenim mrežama. Razni skupi predmeti dodani su za stvaranje luksuznih vila u potpuno novom svijetu "Del Sol Valley". |
| EP07 | Island Living       | PC: 21. lipnja 2019. Konzole 16. srpnja 2019.                      | Sedmi paket za proširenje usredotočen je na Simse koji žive u tropskom rajskom svijetu zvanom "Sulani" (na sličan način kao i The Sims 3: Island Paradise ). Ostale značajke uključuju konzervatorsku, ronilačku, ribolovnu i spasilačku karijeru, igračke sirene, čamce i mještane otoka. |
| EP08 | Discover University | PC: 15. studenog 2019. Konzole 17. studenog 2019.                  | Osmi paket za proširenje uvodi vaše Sim-ove u život sveučilišta (slično kao The Sims 2: University i The Sims 3: University Life ). Postoji novi svijet, "Britechester", koji ima dva sveučilišta, "University of Britechester" i "Foxbury Institute". Također dodaje mogućnost vožnje bicikla. |
| EP09 | Eco Lifestyle       | 5. lipnja 2020.                                                    | Deveti paket proširenja usredotočen je na ekološki prihvatljiv život i promjene u okolišu. Postoji novi svijet, "Evergreen Harbour", na koji utječu odabiri okoliša koje donose vaši Simsi. Novi objekti uključuju solarne ploče i vjetroturbine. |
| EP10 | Snowy Escape        | 13. studenog 2020.                                                 | Deseto proširenje usredotočeno je na zimski život. Postoji novi svijet, "Mt. Komorebi". Uključeni su i dodaci inspirirani snijegom, kao što su snowboarding, skijanje, sanjkanje, termalni izvori i izgradnja svetišta. |
| EP11 | Cottage Living      | 22. srpnja 2021.                                                   | Jedanaesto proširenje usredotočeno je život na selu. Pack donosi novi svijet inspiriran britanskim selima po imenu "Henford-on-Bagley". Pack donosi nove životinje, novi gameplay uključen u selo i farmu. |
| EP12 | High School Years   | 28. srpnja 2022.                                                   | Dvanaesto proširenje usredotočeno je život tinejdžera u srednjoj školi te donosi mogućnost kontrole tinejdžera dok su u školi, kao i aktivni poslovi uključeni u prethodna proširenja. Također predstavlja svijet po imenu "Copperdale". |
| EP13 | Growing Together    | 16. ožujka 2023.                                                   | Trinaesto proširenje usredotočeno je na obiteljsku dinamiku, odgoj djece, međugeneracijsku igru te proširuje mogućnosti igre za djecu Simova. Dodan je svijet "San Sequoia". |
| EP14 | Horse Ranch         | 20. srpnja 2023.                                                   | Četrnaesto proširenje uvodi konje kao kućne ljubimce, s načinom igre koji se vrti oko brige za konje, jahanja i natjecanja, u svijetu inspiriranom jugozapadnim Sjedinjenim Američkim Državama zvanom "Chestnut Ridge". |
| EP15 | For Rent            | 7. prosinca 2023.                                                  | Petnaesto proširenje uvodi sustav najma stanova, omogućujući Simovima upravljanje iznajmljivanjem nekretnina ili najmom kuća, u svijetu inspiriranom jugoistočnom Azijom po imenu "Tomarang". |
| EP16 | Lovestruck          | 25. srpnja 2024.                                                   | Šesnaesto proširenje se fokusira na romantične veze, s novim društvenim interakcijama i aktivnostima za izlaske, u svijetu inspiriranom Mexico Cityjem po imenu "Ciudad Enamorada". |
| EP17 | Life and Death      | 31. listopada 2024.                                                | Sedamnaesto proširenje uvodi korištenje čarobnih moći za dobre ili loše stvari. Simsi mogu doživjeti ponovno rođenje u novom svijetu zvanom "Ravenwood" inspiriranom Rumunjskom. |

### Game packs
| Kod  | Ime                         | Datum izlaska                                     | Opis |
| ---- | --------------------------- | ------------------------------------------------- | --- |
| GP01 | Outdoor Retreat             | PC: 13. siječnja 2015. Konzole 4. prosinca 2018.  | Dodaje novi svijet nazvan Granite Falls. U novom svijetu Sim može ljetovati na otvorenom u nacionalnom parku. Ovaj paket također dodaje novu vještinu (travarstvo); novi sakupljač (insekti); te nekoliko novih Simsovih osobina, postignuća, težnji, odjeće, predmeta i interakcija u igrama povezanih s aktivnostima na otvorenom.                                                    |
| GP02 | Spa Day                     | PC: 14. srpnja 2015. Konzole 18. travnja 2019.    | Dodaje novi tip zgrade, toplice. Ovaj paket također uključuje novu vještinu (wellness), kao i nekoliko novih odjevnih kombinacija, predmeta i interakcija između igara povezanih s tipičnim značajkama u toplicama poput masaža, meditacije, blatnih kupki, sauna i joge. |
| GP03 | Dine Out                    | PC: 7. lipnja 2016. Konzole 8. siječnja 2018.     | Omogućuje Simsu posjetiti restorane, kao i izgraditi i voditi vlastiti restoran. Oni koji posjeduju restorane mogu eksperimentirati s novom hranom, zaposliti osoblje i uspjeti u kuhanju. Ovaj paket također dolazi s raznim predmetima u programu Create a Sim. |
| GP04 | Vampires                    | PC: 24. siječnja 2017. Konzole 14. studenog 2017. | Omogućuje Simovima da postanu Vampiri s različitim moćima i slabostima. Predstavljen je i novi stambeni svijet s pet lotova, Forgotten Hollow. Paket također dolazi s novom težnjom, novim osobinama serije i brojnim stavkama CAS i načina izrade koje odgovaraju tamnijoj temi vampira.                                                                                               |
| GP05 | Parenthood                  | PC: 30. svibnja 2017. Konzole 19. lipnja 2018.    | Omogućuje odraslim Simovima da kontroliraju i oblikuju život svog djeteta ili tinejdžera. Nove značajke poput psovki, akni, školskih projekata i mnogih drugih. Mala djeca, djeca i tinejdžeri sada se mogu buniti prema roditeljima i drugoj braći i sestrama. Roditelji se prema tom novom ponašanju mogu ponašati strogo, ili ga mogu njegovati i nadati se da će doći dobre stvari. |
| GP06 | Jungle Adventure            | PC: 27. veljače 2018. Konzole 4. prosinca 2018.   | Dodaje novi odredišni svijet nazvan Selvadorada. Dodaju se nova hrana, plesni pokreti i glazba. Drevni artefakti i tajanstvene relikvije mogu se iskopati i ispitati. |
| GP07 | StrangerVille               | PC: 26. veljače 2019. Konzole 14. svibnja 2019.   | Dodaje novi stambeni svijet pod imenom StrangerVille s misterijom koji treba riješiti. Uključene su i nove aspiracije, stavke načina gradnje i CAS stavke. |
| GP08 | Realm of Magic              | PC: 10. rujna 2019. Konzole 15. listopada 2019.   | Dodaje dva nova svijeta, Glimmerbrook i Čarobno carstvo. Dodaje Spellcastere i čarobni gameplay kao i stavke Art Nouveau načina gradnje i tri različita stila CAS predmeta Spellcaster. |
| GP09 | Star Wars: Journey to Batuu | 8. rujna 2020.                                    | Dodaje novi odredišni svijet zvan Batuu s pričom u stilu Ratovi zvijezda . Dodaje nove vrste vanzemaljaca i ostale odjeće, predmete i likove nadahnute Ratovima zvijezda. |
| GP10 | Dream Home Decorator        | 1. lipnja 2021.                                   | Dodaje novu karijeru s kojom Sim postaje dizajner interijera. Također, ovaj pack dodaje jako puno build/buy namještaja s kojima vaš sim može urediti svoj dom, ali i domove drugih. |
| GP11 | My Wedding Stories          | 23. veljače 2022.                                 | Dodaje obnovljeni sustav vjenčanja, događaje i aktivnosti vezane uz vjenčanje, svijet pod nazivom Tartosa, kao i nekoliko formalnih odjevnih kombinacija. |
| GP12 | Werewolves                  | 16. lipnja 2022.                                  | Dodaje životno stanje Vukodlaka. Također dodaje svijet pod nazivom Moonwood Mill. |

### Stuff packs
| Kod  | Ime                     | Datum izlaska                                     | Opis |
| ---- | ----------------------- | ------------------------------------------------- | --- |
| SP01 | Luxury Party Stuff      | PC: 19. svibnja 2015. Konzole 5. prosinca 2017.   | Uključuje nekoliko luksuznih odjevnih predmeta i predmeta, uključujući švedske stolove i stolnu fontanu sa sirom / čokoladom / pićem. |
| SP02 | Perfect Patio Stuff     | PC: 16. lipnja 2015. Konzole 17. studenog 2017.   | Uključuje vrtni namještaj, uključujući hidromasažne kade, kao i novu odjeću. |
| SP03 | Cool Kitchen Stuff      | PC: 11. kolovoza 2015. Konzole 5. prosinca 2017.  | Uključuje kuhinjske šankove, ormariće i uređaje, poput aparata za sladoled s preko 30 različitih okusa. |
| SP04 | Spooky Stuff            | PC: 29. rujna 2015. Konzole 2. listopada 2018.    | Uključuje kostime povezane s Halloweenom, predmete uključujući paukove mreže i stanicu za rezbarenje bundeve te novu sablasnu zabavu koju Sims može prirediti. |
| SP05 | Movie Hangout Stuff     | PC: 12. siječnja 2016. Konzole 19. veljače 2019.  | Uključuje odjeću u boemskom stilu, kućna kina i predmete poput Mašine za kokice. |
| SP06 | Romantic Garden Stuff   | PC: 9. veljače 2016. Konzole 6. veljače 2018.     | Uključuje vrtne predmete, novu odjeću i nove načine igranja. |
| SP07 | Kids Room Stuff         | PC: 28. lipnja 2016. Konzole 19. lipnja 2018.     | Uključuje predmete za dječje sobe, uključujući nove krevete, lutkarstvo, novu igru i novu kosu i odjeću za djecu. |
| SP08 | Backyard Stuff          | PC: 19. srpnja 2016. Konzole 22. svibnja 2018.    | Uključuje predmete za dvorište, kao što su klizači i hranilice za ptice, te novu kosu i odjeću. |
| SP09 | Vintage Glamour Stuff   | PC: 6. prosinca 2016. Konzole 14. studenog 2017.  | Uključuje predmete u vintage stilu kao što su stol za ispraznost, nova odjeća i kosa nadahnuti za Stari Hollywood te mogućnost unajmljivanja batlera. |
| SP10 | Bowling Night Stuff     | PC: 29. ožujka 2017. Konzole 12. ožujka 2019.     | Uključuje predmete kao što su staze za kuglanje koje igračima omogućuju izgradnju vlastitih boćališta za posjećivanje svojih Sima. Uključene su i nove vještine kuglanja na pet razina, novi tematski odjevni predmeti, namještaj, tapete i podovi.                                                  |
| SP11 | Fitness Stuff           | PC: 20. lipnja 2017. Konzole 12. ožujka 2019.     | Uključuje nove predmete poput trake za penjanje po stijenama, videozapise o vježbanju i naušnice. Također je uključeno još odjeće za fitness. |
| SP12 | Toddler Stuff           | PC: 24. kolovoza 2017. Konzole 22. svibnja 2018.  | Uključuje novu opremu za igrališta za malu djecu. |
| SP13 | Laundry Day Stuff       | PC: 16. siječnja 2018. Konzole 14. kolovoza 2018. | Uključuje nove kućne tehnologije koje pomažu vašem Simu u obavljanju kućnih poslova i žive ekološki prihvatljivim životom. Oznake povrata rublja, perilica rublja i ostalih predmeta povezanih s rubljem.                                                                                            |
| SP14 | My First Pet Stuff      | PC: 13. ožujka 2018. Konzole 31. ožujka 2020.     | Uključuje hrčke, štakore, pigmejske ježeve ili minijaturne bubaluse kao nove kućne ljubimce. Potreban je paket za proširenje "Mačke i psi" i prvi je paket koji zahtijeva još jedan dio sadržaja koji se može preuzeti.                                                                              |
| SP15 | Moschino Stuff          | PC: 13. kolovoza 2019. Konzole 3. rujna 2019.     | Nova odjeća i dekor tvrtke Moschino i karijere slobodnog modnog fotografa. |
| SP16 | Tiny Living Stuff       | PC: 21. siječnja 2020. Konzole 4. veljače 2020.   | Uključuje nove kućne tehnologije koje pomažu vašem Simu da živi manjim životnim stilom i smanji svoj ugljični otisak, uključujući ugljično neutralne pločice i Murphy krevete. |
| SP17 | Nifty Knitting Stuff    | 28. srpnja 2020.                                  | Predstavlja potpuno novi sustav pletenja i vještinu u kojoj možete plesti odjeću za svoje Simse i prodavati pletene predmete u internetskoj trgovini za razmjenu zanata u igri Plopsy. Također označava povratak stolica za ljuljanje u franšizu. Uključuje dvije nove radio stanice: Focus i Metal. |
| SP18 | Paranormal Stuff        | 26. siječnja 2021.                                | Predstavljanje srednje vještine, podružnice paranormalnog istražitelja slobodnjaka, ukleta kuća i kao povratak Bonehilde u franšizu. |
| SP19 | Home Chef Hustle Stuff  | 28. rujna 2023.                                   | Uvodi nove male kućanske aparate za kuhanje poput aparata za vafle, miksera, pećnice za pizzu, kao i nove moderne kuhinjske setove inspirirane Europom. |
| SP20 | Crystal Creations Stuff | 29. veljače 2024.                                 | Predstavlja novu vještinu Gemologije, koja se fokusira na izradu nakita i druge interakcije vezane za kristale. Simsi mogu izrađivati, poklanjati i prodavati vlastite prilagođene kreacije nakita.                                                                                                  |

## Vanjske poveznice
- The Sims 4 arhivirano 25. veljače 2021. godine